# Xilitol
El xilitol, también conocido como azúcar de abedul, es un polialcohol, o azúcar alcohol, de 5 C, obtenido por la reducción del azúcar xilosa mediante hidrogenación catalítica. La xilosa se obtiene comercialmente por hidrólisis de la hemicelulosa de la madera de abedul.  
También puede obtenerse a través de mazorcas de maíz.   
El valor calórico del xilitol es reducido (2,4 calorías por gramo frente a 4,0 para el azúcar o sacarosa). No es utilizable por las bacterias presentes en la boca y por tanto, a diferencia de la sacarosa, no es cariogénico. 
El xilitol se utiliza también como un sustituto de la sacarosa en los alimentos para diabéticos, debido a que no se requiere insulina para su metabolismo.
Posee aproximadamente el mismo valor de dulzor relativo con respecto al de la sacarosa, por lo que no representa una mejora en lo que a edulcorante se refiere.
Un consumo excesivo puede tener efectos laxantes. En los humanos no se conoce toxicidad, y se sabe de personas que han consumido tanto como 400 g diariamente durante largos períodos sin aparentes efectos tóxicos.
En algunos animales, la ingesta de xilitol puede causar graves problemas. Los perros que hayan ingerido productos edulcorados con xilitol pueden sufrir una bajada de azúcar en la sangre (hipoglucemia), pudiéndose producir pérdida de coordinación, depresión, colapso o accesos 30 minutos después de la toma.

## Historia
La sintesis del xilitol fue descubierta por el químico alemán Hermann Emil Fischer (1852-1919) a finales del siglo XIX. Sin embargo, su producción industrial surgió en Finlandia debido a la escasez de azúcar en el país durante la Segunda Guerra Mundial (1939-1945).

## Uso en diabetes
El uso de xilitol no es contraproducente en diabéticos, ya que sus efectos en los niveles de insulina y azúcar en sangre son inapreciables, al contrario de lo que sucede con el azúcar de mesa. El índice glucémico (que mide con qué velocidad los alimentos aumentan el nivel de azúcar en sangre) es de 7, unas 10 veces menos que el azúcar común, que tiene un índice glucémico de 60-70.
Un estudio en ratas de laboratorio usando un modelo inducido de diabetes encontró resultados favorables en ratas a las que se le administraron xilitol, en comparación con ratas de control.

## Productos y alimentos con xilitol
Por lo general, el xilitol se produce en un laboratorio a partir de xilosa, pero también se puede encontrar de forma natural en la corteza del abedul, la planta de xilano, y en pequeñas cantidades se encuentra en algunas frutas y verduras.
En la industria de los alimentos se agrega xilitol como sustituto del azúcar para elaborar productos aptos para diabéticos o bajos en calorías. Los productos con xilitol más comunes son:
- Chicles y golosinas
- Helados
- Chocolates
- Mantequilla de maní sin azúcar
- Postres
- Mermeladas
- Jarabes para la tos
- Sprays nasales
- Suplementos deportivos
- Pastas dentales y enjuagues bucales